# آب-کل
آب-کل (به لاتین: Ab-Kol) در افغانستان است که در ولایت بغلان واقع شده‌است.